# Josh Hamilton (giocatore di baseball)
Josh Hamilton, all'anagrafe Joshua Holt Hamilton (Raleigh, 21 maggio 1981), è un giocatore di baseball statunitense.

## Minor League

### Draft e approdo Minor League (1999-2000)
Hamilton è stato selezionato dai Tampa Bay Devil Rays come prima scelta assoluta del Draft 1999 della Major League Baseball.
La sua prima tappa nelle minor league fu in A+ con i Princeton Devil Rays (squadra associata con Tampa) della Lega Appalachian dove disputò circa 56 partite. Successivamente agli Hudson Valley Renegades, dove con una buona maturità riuscì a guidare alla vittoria della New York Penn League.
Infine trascorse il finale della stagione 2000 con i RiverDogs di Charleston nella lega del Sud Atlantic.

### Primi anni in MiLB e sospensioni per droga (2001-2005)
Prima della stagione 2001, Hamilton è stato coinvolto in un incidente automobilistico, nell'incidente rimasero feriti sua madre e suo padre, si ripresero completamente. Durante il 2001 Hamilton cominciò ad avere problemi con alcool e droga. Giocò 45 partite durante la stagione suddivise tra Charleston e i Devil Rays di Orlando in AA.
Hamilton iniziò la stagione 2002 con i Blaze Bakersfield, con una media battuta di .303, 9 fuoricampo e 44 punti battuti a casa(RBI) in 56 partite prima che la stagione finisse anticipatamente per via di una lesione al collo.
Durante lo spring training della stagione 2003, Hamilton si presentò più volte in ritardo e fu riassegnato alle minor league, inoltre fallì il suo primo test antidroga. Sospese la stagione anticipatamente a causa di problemi familiari. 
Hamilton sperava di essere nuovamente invitato allo spring training del 2004, ma fu sospeso per 30 giorni e multato per aver violato la politica sulle droghe messa in atto da MLB. Hamilton avrebbe potuto fallire due o più test antidroga dopo essere stato inserito nel programma (un test "fallito" è quello in cui c'è un risultato positivo per un farmaco più grave della marijuana). Un mese dopo, la MLB lo sospese per l'intera stagione dopo aver fallito altri due test.
Hamilton rimasto fuori dal mondo del baseball per quasi tre anni, fece diversi tentativi di riabilitazione, sperando in un rientro per la stagione 2005, tuttavia fu arrestato prima dell'inizio della stagione per aver distrutto il parabrezza del furgone di un amico. Dopo un'altra ricaduta, la MLB lo sospese per l'intera stagione 2005.

### Ritorno in campo (2006)
Nuovamente in gioco, nel 2006 si rese eleggibile per il draft della MLB, venendo selezionato dai Chicago Cubs come 3ª scelta assoluta. Immediatamente dopo la selezione fu subito venduto ai Cincinnati Reds per $100.000 dollari i quali erano suddivisi in $50.000 per i suoi diritti e $50.000 per coprire il costo del draft. Per mantenere i diritti su Hamilton, i Reds dovettero tenerlo nel roster dei 25 per tutta la stagione. Durante la stagione tornò anche in campo in A-breve giocando 15 partite.

## Major League

### Cincinnati Reds (2007)
L'atteso debutto nella MLB avvenne il 2 aprile 2007, al Great American Ball Park di Cincinnati, contro i Chicago Cubs. Ripagò la fiducia datagli dai Reds con una media battuta di .403. I Reds lo inserirono nel ruolo di esterno, e dopo l'infortunio di un suo compagno di squadra giocò gran parte della stagione come esterno centro.
Chiuse la stagione con 90 presenze, 19 fuoricampo, con una media battuta di 0.292, 47 punti battuti a casa e 52 punti segnati.
Terminò al secondo posto nella classifica del Rookie of the Year dietro a Ryan Braun dei Milwaukee Brewers.

### Texas Rangers (2008-2012)
Con i Texas Rangers fu convocato 5 volte consecutive all'All-Star Game (dal 2008 al 2012), il premio come miglior giocatore (MVP) dell'American League nel 2010 quando chiuse la stagione con 133 presenze, 32 fuoricampo (5° in AL), 100 RBI, 95 punti segnati e 186 valide (6° in Al).
Dal punto di vista statistico nella stagione 2010 è stato leader dell'American League in media battuta (0.359) e in RBI nel 2008 (130).
Con i Rangers ha vinto il titolo dell'American League sia nel 2010 che nel 2011 perdendo però le World Series in entrambi i casi.

### Los Angeles Angels of Anaheim (2013-2014)
Diventato free agent al termine della stagione 2012, a dicembre 2012 Hamilton ha firmato un contratto quinquennale con i Los Angeles Angels of Anaheim.
L'8 maggio 2012, contro i Baltimore Orioles, Hamilton diventò il 16º giocatore nella storia della MLB e il primo giocatore nella storia dei Rangers, a battere quattro fuoricampo in una partita.
Nel febbraio 2015, Hamilton ha subito un intervento chirurgico per riparare l'area dell'articolazione acromioclavicolare della spalla sinistra. Mentre si stava riprendendo, è stato rivelato che aveva avuto una ricaduta della sua tossicodipendenza, che ha riferito alla lega. Un arbitro esterno ha dichiarato che le sue azioni non violavano la politica sulla droga della lega e, pertanto, Hamilton non poteva essere sospeso. Tuttavia, il proprietario degli Angels Arte Moreno in seguito ha osservato che non voleva che Hamilton tornasse nella squadra. Inoltre, gli Angels stavano cercando di scambiare Hamilton, nonostante i piani per organizzare un programma di riabilitazione per lui.

### Ritorno ai Rangers, infortuni vari e free agent (2015-)
Il 27 aprile 2015, Hamilton tornò ufficialmente ai Texas Rangers.
Hamilton iniziò la stagione 2016 nella lista degli infortunati per 15 giorni. Il 25 maggio fu comunicato che Hamilton avrebbe saltato l'intera stagione a causa di un'operazione al ginocchio (la terza in nove mesi).
Il 16 gennaio 2017, i Rangers rinnovarono Hamilton tramite un contratto di minor league, con l'intenzione di provarlo in prima base. Tuttavia il 26 febbraio 2017, fu rivelato che l'infortunio al ginocchio sinistro non era guarito, e il 21 aprile fu svincolato dalla squadra texana. Passò l'intera stagione come infortunato, l'ultima apparizione di Hamilton in una partita di MLB risale al 2015.

## Problemi legali
Il 30 ottobre 2019, Hamilton è stato coinvolto in un alterco con la figlia quattordicenne nella sua casa di Keller, in Texas. Hamilton avrebbe lanciato una bottiglia d'acqua e una sedia a sua figlia prima di portarla nella sua camera da letto e metterla su un letto, colpendole una gamba con un pugno chiuso. L'8 aprile 2020, Hamilton è stato incriminato con l'accusa di reato per l'incidente che ha avuto con sua figlia. Il 22 febbraio 2022, Hamilton è stato dichiarato colpevole per essere stato il colpevole durante l'alterco con sua figlia. Ha ricevuto un anno di libertà vigilata ed è stato condannato a pagare una multa di $500. Gli è stato anche ordinato di sottoporsi a venti ore di servizio alla comunità insieme a consulenza per la gestione della rabbia e lezioni di riabilitazione genitoriale. Inoltre, Hamilton non era autorizzato a possedere armi o sostanze correlate a droghe e alcol. Gli è stato inoltre impedito di stabilire qualsiasi contatto o comunicazione con la figlia che aveva aggredito in precedenza durante il periodo di libertà vigilata.

## Palmarès
- MVP dell'American League: 1

2010
- 5 convocazioni all'All-Star Game:

2008, 2009, 2010, 2011, 2012
- Silver Slugger Award: 3

2008, 2010, 2012
- Miglior battitore dell'American League: 1

2010
- Leader dell'American League in punti battuti a casa: 1

2008
- MVP della American League Championship Series: 1

2010
- Giocatore del mese: 6

(aprile 2007 (NL), aprile 2008 (AL), maggio 2008, giugno 2010, aprile 2012, maggio) 2012
- Giocatore della settimana della AL: 3

(13-19 giugno 2010, 13-19 maggio 2012, 6-12 aprile 2014)
- AL Players Choice Award for Outstanding Player (2010)
- USA Today American League MVP (2010)